# Agaricus trutinatus
Agaricus trutinatus är en svampart som beskrevs av Britzelm. 1893. Agaricus trutinatus ingår i släktet champinjoner och familjen Agaricaceae.   Inga underarter finns listade i Catalogue of Life.